# Pannie Kianzad
Pannie Pantea Kianzad, född 8 december 1991 i Ahvaz i Iran, är en svensk MMA-utövare som tidigare har tävlat i Cage Warriors, Invicta FC och Superior Challenge och sedan den 24 juni 2019 tävlar i UFC:s bantamviktsklass.

## Bakgrund
Kianzad har sin bakgrund inom boxning och har Kaisho Budoklubb som sin moderklubb. Nuvarande klubb är Arte Suave i Köpenhamn, Danmark.

## Karriär

### Tidig karriär
Kianzad gick via ett par mindre organisationer obesegrad till 7-0, inklusive en bantamviktstitel i Cage Warriors innan hon 2015 debuterade i Invicta.

### Invicta FC
2015 skrev Kianzad på för den amerikanska organisationen Invicta FC. Samma år skulle Kianzad gå titelmatch och möta organisationens regerande mästare Tonya Evinger på Invicta 14 den 12 september i Kansas City.  Hon misslyckades emellertid med att klara vikten och mötet med Evinger blev därmed ingen titelmatch. Pannie förlorade matchen via TKO i den andra ronden. 

### UFC
Efter att hon förlorat i The Ultimate Fighter 28-finalen mot Macy Chiasson, och med det fick ett UFC-facit på 0-1, fick hon inget UFC-kontrakt. Hon fick vänta till UFC 239 och hann gå en match i Superior Challenge innan hon istället erbjöds ett sista-minuten inhopp på tolv dagars varsel mot Julia Avila när Avilas tänkta motståndare Melissa Gatto ströks från kortet av okänd anledning.
Den 20 september meddelade MMAdna att Kianzad skulle gå en andra match mot Jessica-Rose Clark vid UFC Fight Night Moskva 9 november. De två möttes tidigare under Invictas flagg, och precis som vid det första mötet vann Kianzad även den här matchen via poäng.
Nästa match i organisationen gick Kianzad mot Bethe Correia 26 juli 2020 vid UFC Fight Island 3-galan på Fight Island i Förenade Arabemiraten. En match som gick tiden ut och Kianzad vann via enhälligt domslut. Med den segern mot 13-rankade Correia klev Kianzad själv för första gången in i UFC-rankingen på en fjortondeplats.
Med två raka segrar blev Kianzad erbjuden ett nytt kontrakt med UFC och hon skrev under det 13 oktober 2020.
Bara fem månader senare gick Kianzad sin nästa match. Mot Sijara Eubanks vid UFC Fight night 183 den 19 december 2020. En match Kianzad vann via enhälligt domslut.

## Tävlingsfacit
| Resultat | Facit | Motståndare              | Metod                   | Evenemang                                   | Datum             | Rond | Tid  | Plats                               | Notering                                                           |
| -------- | ----- | ------------------------ | ----------------------- | ------------------------------------------- | ----------------- | ---- | ---- | ----------------------------------- | ------------------------------------------------------------------ |
| Vinst    | 1-0   | Helin Paara (EST)        | Domslut (enhälligt)     | MMA Raju 9                                  | 14 april 2012     | 3    | 5:00 | Tallinn, Estland                    | Fjädervikt                                                         |
| Vinst    | 2-0   | Cheryl Flynn (ENG)       | TKO (slag)              | Vision FC 5 - Finale                        | 1 december 2012   | 1    | 3:41 | Stockholm, Sverige                  |                                                                    |
| Vinst    | 3-0   | Lina Länsberg (SWE)      | TKO (slag)              | TROPHY MMA 1                                | 29 december 2012  | 3    | 4:50 | Malmö, Sverige                      |                                                                    |
| Vinst    | 4-0   | Milana Dudieva (RUS)     | Domslut (enhälligt)     | ProFC 50                                    | 16 oktober 2013   | 3    | 5:00 | Rostov-na-Donu, Ryssland            | Catchvikt (63,5 kg, 140 lbs)                                       |
| Vinst    | 5-0   | Annalisa Bucci (ITA)     | Domslut (enhälligt)     | Superior Challenge 10                       | 3 maj 2014        | 3    | 5:00 | Helsingborg, Sverige                |                                                                    |
| Vinst    | 6-0   | Megan van Houtum (NED)   | TKO (slag)              | Cage Warriors 71                            | 22 augusti 2014   | 3    | 2:17 | Amman, Jordanien                    | Catchvikt (63,5 kg, 140 lbs)                                       |
| Vinst    | 7-0   | Eeva Siiskonen (FIN)     | Domslut (enhälligt)     | Cage Warriors FC 74                         | 15 november 2014  | 5    | 5:00 | London, England                     | Bantamviktsdebut. Vann det vakanta damernas CWFC bantamviktbältet. |
| Vinst    | 8-0   | Jessica-Rose Clark (AUS) | Domslut (enhälligt)     | Invicta FC 13                               | 9 juli 2015       | 3    | 5:00 | Las Vegas, NV, USA                  |                                                                    |
| Förlust  | 8-1   | Tonya Evinger (USA)      | TKO (slag)              | Invicta FC 14                               | 12 september 2015 | 2    | 3:34 | Kansas City, KS, USA                | Icke-titel match. Kianzad missade vikten.                          |
| Förlust  | 8-2   | Raquel Pa'aluhi (USA)    | Submission (rear-naked) | Invicta FC 21                               | 14 januari 2017   | 1    | 3:40 | Kansas City, MO, USA                |                                                                    |
| Förlust  | 8-3   | Sarah Kaufman (CAN)      | Domslut (enhälligt)     | Invicta FC 27                               | 13 januari 2018   | 3    | 5:00 | Kansas City, MO, USA                | Catchvikt (62 kg, 136,7 lbs), Kianzad missade vikten.              |
| Vinst    | 9-3   | Bianca Daimoni (BRA)     | Domslut (enhälligt)     | Invicta FC 29                               | 4 maj 2018        | 3    | 5:00 | Kansas City, MO, USA                | Catchvikt (63,3 kg, 139,6 lbs), Daimoni missade vikten.            |
| Vinst    | 10-3  | Kerry Hughes (ENG)       | Domslut (enhälligt)     | Danish MMA Night: Vol. 1                    | 9 juni 2018       | 3    | 5:00 | Brøndby, Danmark                    |                                                                    |
| Förlust  | 10-4  | Macy Chiasson (USA)      | Submission (rear-naked) | TUF: Heavy Hitters Finale                   | 30 november 2018  | 2    | 2:11 | Las Vegas, NV, USA                  |                                                                    |
| Vinst    | 11-4  | Iony Razafiarison (FRA)  | Domslut (enhälligt)     | Superior Challenge 19                       | 11 maj 2019       | 3    | 5:00 | Stockholm, Sverige                  |                                                                    |
| Förlust  | 11-5  | Julia Avila (USA)        | Domslut (enhälligt)     | UFC 239: Jones vs. Santos                   | 6 juni 2019       | 3    | 5:00 | Las Vegas, NV, USA                  |                                                                    |
| Vinst    | 12-5  | Jessica-Rose Clark (AUS) | Domslut (enhälligt)     | UFC Fight Night: Magomedsjaripov vs. Kattar | 9 november 2019   | 3    | 5:00 | Moskva, Ryssland                    |                                                                    |
| Vinst    | 13-5  | Bethe Correia (BRA)      | Domslut (enhälligt)     | UFC on ESPN: Whittaker vs. Till             | 26 juli 2020      | 3    | 5:00 | Fight Island, Förenade Arabemiraten |                                                                    |
| Vinst    | 14-5  | Sijara Eubanks (BRA)     | Domslut (enhälligt)     | UFC Fight Night: Thompson vs. Neal          | 19 december 2020  | 3    | 5:00 | Las Vegas, NV, USA                  |                                                                    |
| Vinst    | 15-5  | Alexis Davis (CAN)       | Domslut (enhälligt)     | UFC 263                                     | 12 juni 2021      | 3    | 5:00 | Glendale, AZ, USA                   |                                                                    |